# Piazza di Spagna

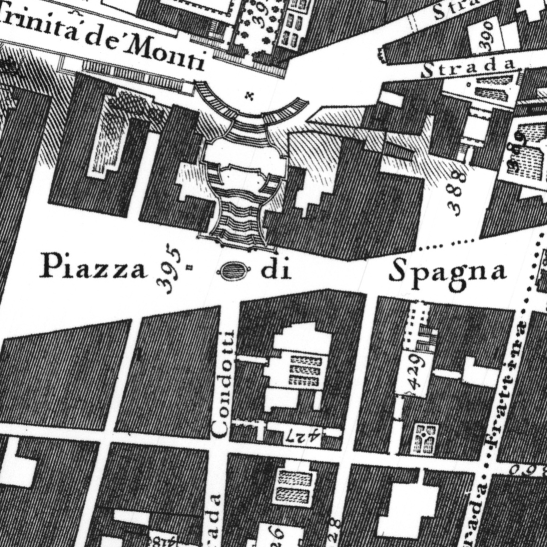
Mappa di Piazza di Spagna, di Giovanni Battista Nolli, 1748

Piazza di Spagna, ai piedi della scalinata di Trinità dei Monti che la collega all'omonima piazza, è una delle più famose di Roma. Deve il suo nome al palazzo di Spagna, sede dell'ambasciata dello Stato iberico presso la Santa Sede dal 1622. Vista dall'alto appare come la forma ad “ali di farfalla”, formata da due triangoli con il vertice in comune. 
Al centro della piazza vi è la nota fontana della Barcaccia, che risale al primo periodo barocco, realizzata da Pietro Bernini e da suo figlio, il più celebre Gian Lorenzo. L'8 settembre 1857 Papa Pio IX inaugurò la Colonna dell'Immacolata che presiede Piazza di Spagna in ricordo della definizione del dogma dell'Immacolata Concezione.
Attualmente l'omaggio floreale di piazza di Spagna, sempre accompagnato da una preghiera mariana del Papa, è una delle cerimonie religiose più amate e popolari di Roma. La piazza è citata in una famosa poesia di Cesare Pavese, denominata "Passerò da piazza di Spagna", il cui testo è stato riportato integralmente su una targa vicino alla sala da tè Babington's.

## Storia e descrizione

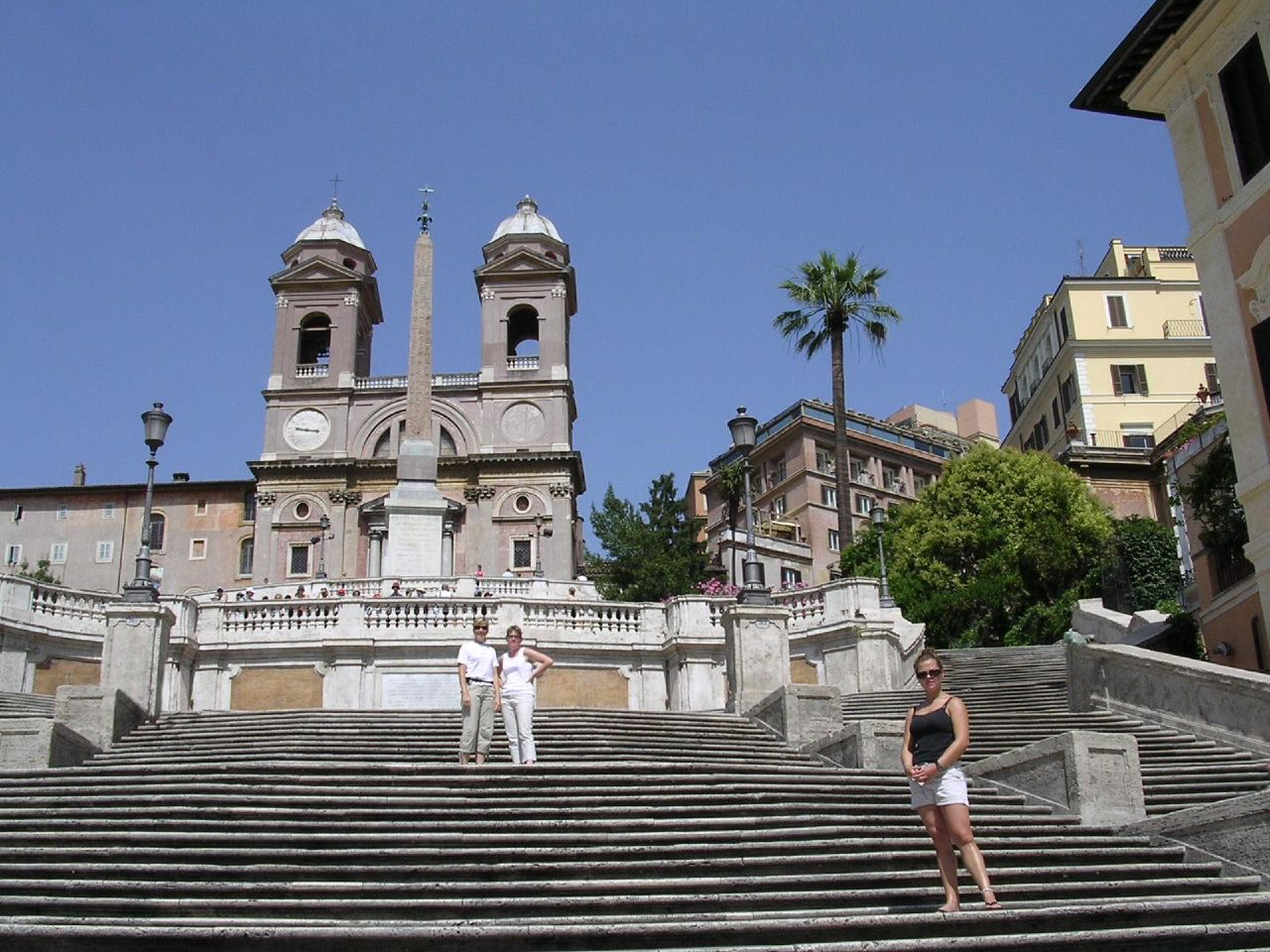
La scalinata monumentale e Trinità dei Monti

La piazza di Spagna si è venuta formando successivamente alla realizzazione del Tridente e dell'urbanizzazione dell'asse di via del Babuino - Via Due Macelli, già via Paolina (in onore di papa Paolo III Farnese), per assumere il suo aspetto pressoché definitivo nella piena età barocca. Nota fino al XVII secolo come "platea Trinitatis" (il nome di "Piazza della Trinità dei Monti" è rimasto circoscritto all'area sovrastante, in cui si trova la chiesa di Trinità dei Monti e l'obelisco Sallustiano), punto di arrivo della via omonima che la collegava con un lungo rettifilo a ponte Sant'Angelo, e anche (soprattutto la porzione settentrionale) "Piazza di Francia" per il patronato che tale nazione godeva sulla chiesa della Trinità, assumendo definitivamente il nome attuale soprattutto dalla seconda metà del XVIII secolo. La scalinata realizzata nel primo quarto del XVIII secolo andava a completare e risolvere il necessario nodo del raccordo pedonale di importanti tracciati viari, in particolare la via Paolina, la via Trinitatis, la via Sistina e la via Gregoriana che convergevano nell'area su livelli diversi.

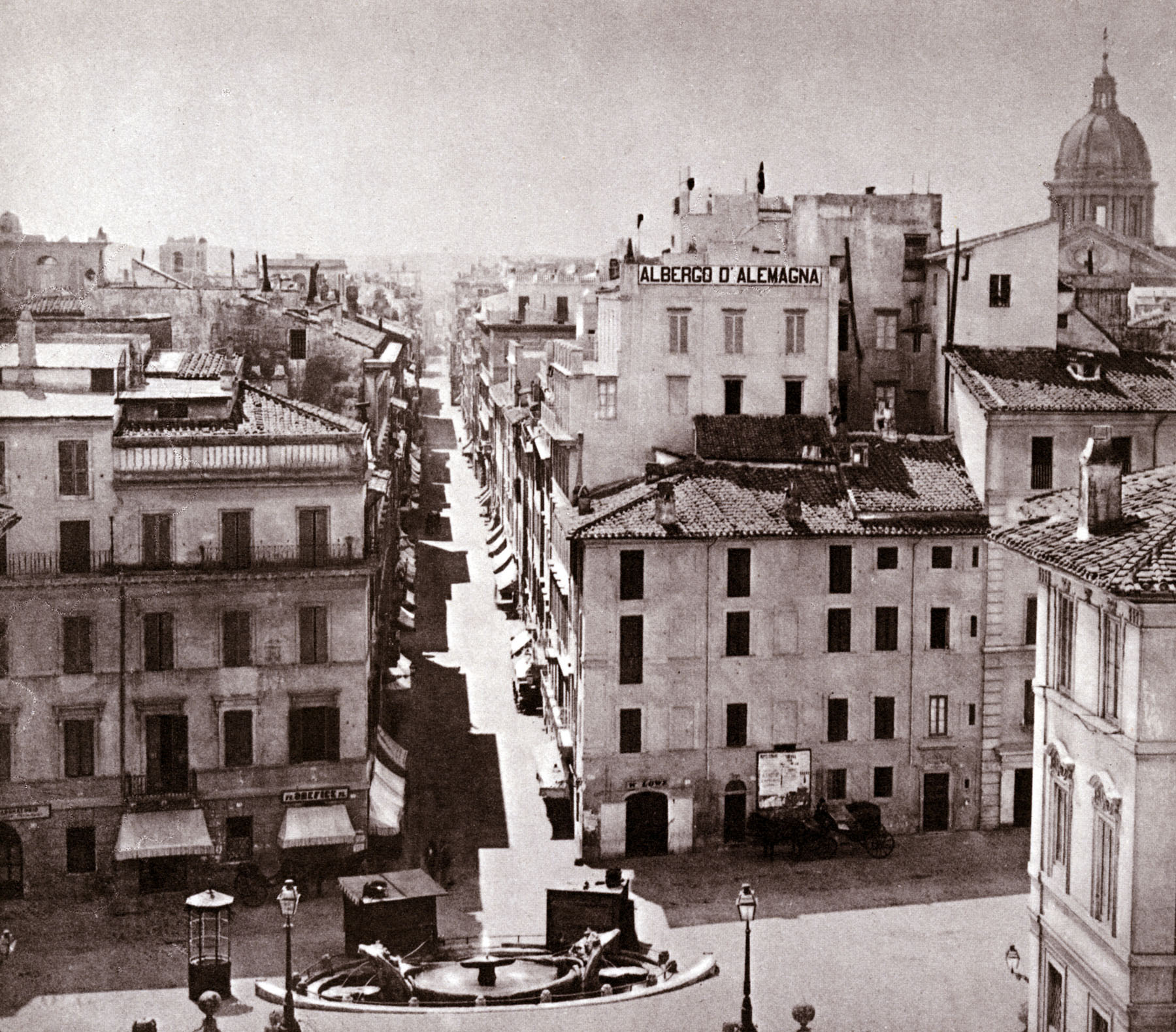
Piazza di Spagna in una foto del 1868

Ben presto la piazza, insieme alle vie limitrofe, divenne sede di numerosi alberghi e locande per ospitare il crescente afflusso di visitatori, in particolare principi e sovrani in visita alla città, che accedevano a Roma da porta del Popolo; di tale intensa attività ne rimane la memoria nella adiacente via delle Carrozze, adibita a luogo di deposito per le vetture che venivano noleggiate o utilizzate dagli albergatori per i loro clienti.
All'angolo destro della scalinata vi era la casa del poeta inglese John Keats, dove visse e morì nel 1821, oggi trasformata in un museo dedicato alla sua memoria e a quella dell'amico Percy Bysshe Shelley, piena di libri e memorabilia del Romanticismo inglese. All'angolo sinistro c'è, invece, la sala da tè Babington's aperta nel 1893.
Dal lato di via Frattina sorge il Palazzo di Propaganda Fide, di proprietà della Santa Sede. Di fronte alla sua facciata, progettata da Bernini (mentre la facciata laterale è invece di Francesco Borromini), svetta la colonna dell'Immacolata Concezione, che fu innalzata dopo la proclamazione del dogma per volontà del re Ferdinando II delle Due Sicilie in ringraziamento per uno scampato attentato, e inaugurata il giorno 8 dicembre 1857. Dal 1923 i Vigili del fuoco offrono un acrobatico omaggio floreale alla statua, avvalendosi delle loro scale; nel 1953 lo stesso papa Pio XII volle presenziare alla cerimonia, ma fu dal 1958 con Giovanni XXIII che la presenza del Santo Padre a tale rito divenne una vera e propria tradizione, fedelmente mantenuta da tutti i pontefici.

### La scalinata

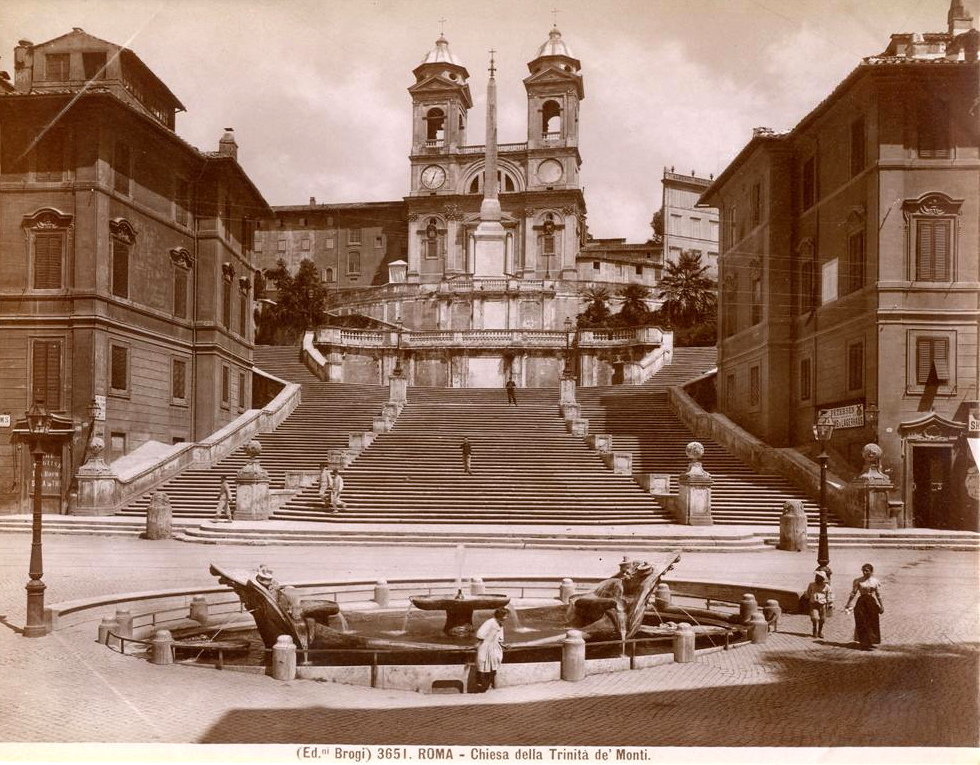
La piazza alla fine dell'Ottocento

La monumentale scalinata di 136 gradini, commissionata dal cardinale Pierre Guérin de Tencin, fu inaugurata da papa Benedetto XIII in occasione del Giubileo del 1725: essa venne realizzata, su in progetto in animo dei sovrani francesi sin dalla metà del XVII secolo, grazie a dei finanziamenti francesi a partire dal 1721, per collegare la piazza alla chiesa della Trinità dei Monti di loro patronato.
Venne progettata sia da Alessandro Specchi sia da Francesco De Sanctis dopo generazioni di lunghe e accese discussioni su come il ripido pendio sul lato del Pincio dovesse essere urbanizzato per collegarlo alla chiesa. La soluzione scelta fu quella di De Sanctis: una grande scalinata decorata da numerose terrazze-giardino, che in primavera ed estate viene addobbata splendidamente con molti fiori, soprattutto azalee.
La sontuosa, aristocratica scalinata, posta all'apice di un lungo asse viario che portava al Tevere, fu disegnata in modo che avvicinandosi gli effetti scenici aumentassero man mano. Tipico della grande architettura barocca era infatti la creazione di lunghe, profonde prospettive culminanti con quinte o sfondi a carattere monumentale.
Nel 1787 Johann Wolfgang von Goethe durante il suo soggiorno a Roma vide i lavori di preparazione per l'installazione dell'obelisco di fronte alla chiesa della Trinità dei Monti voluto dal papa Pio VI:
(Johann Wolfgang von Goethe, Viaggio in Italia)
La scalinata è stata sottoposta a un restauro completo nel 1995 e nuovamente, con il contributo della casa di moda Bulgari, nel 2015-2016.

## Monumenti e luoghi d'interesse

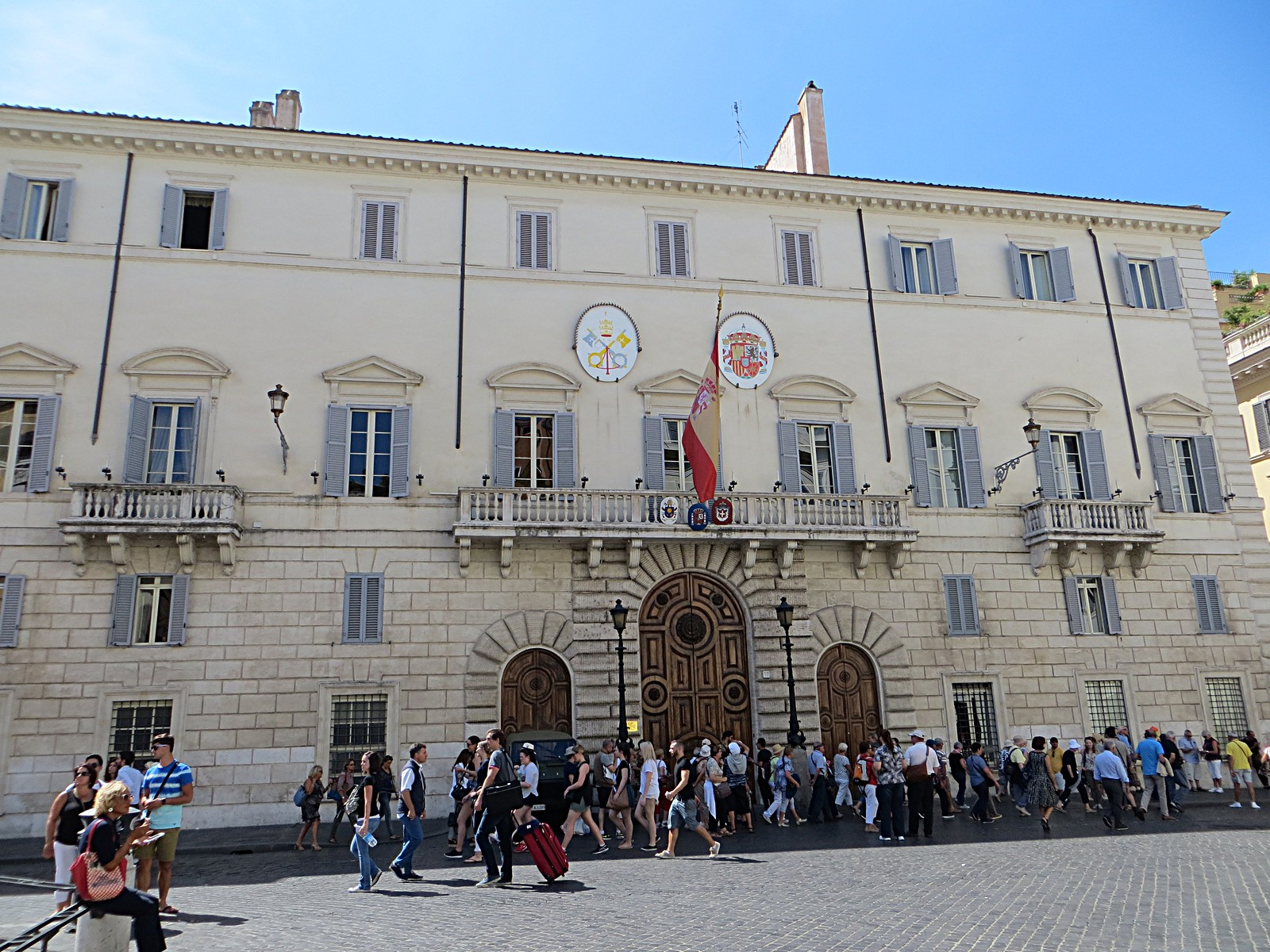
Palazzo di Spagna

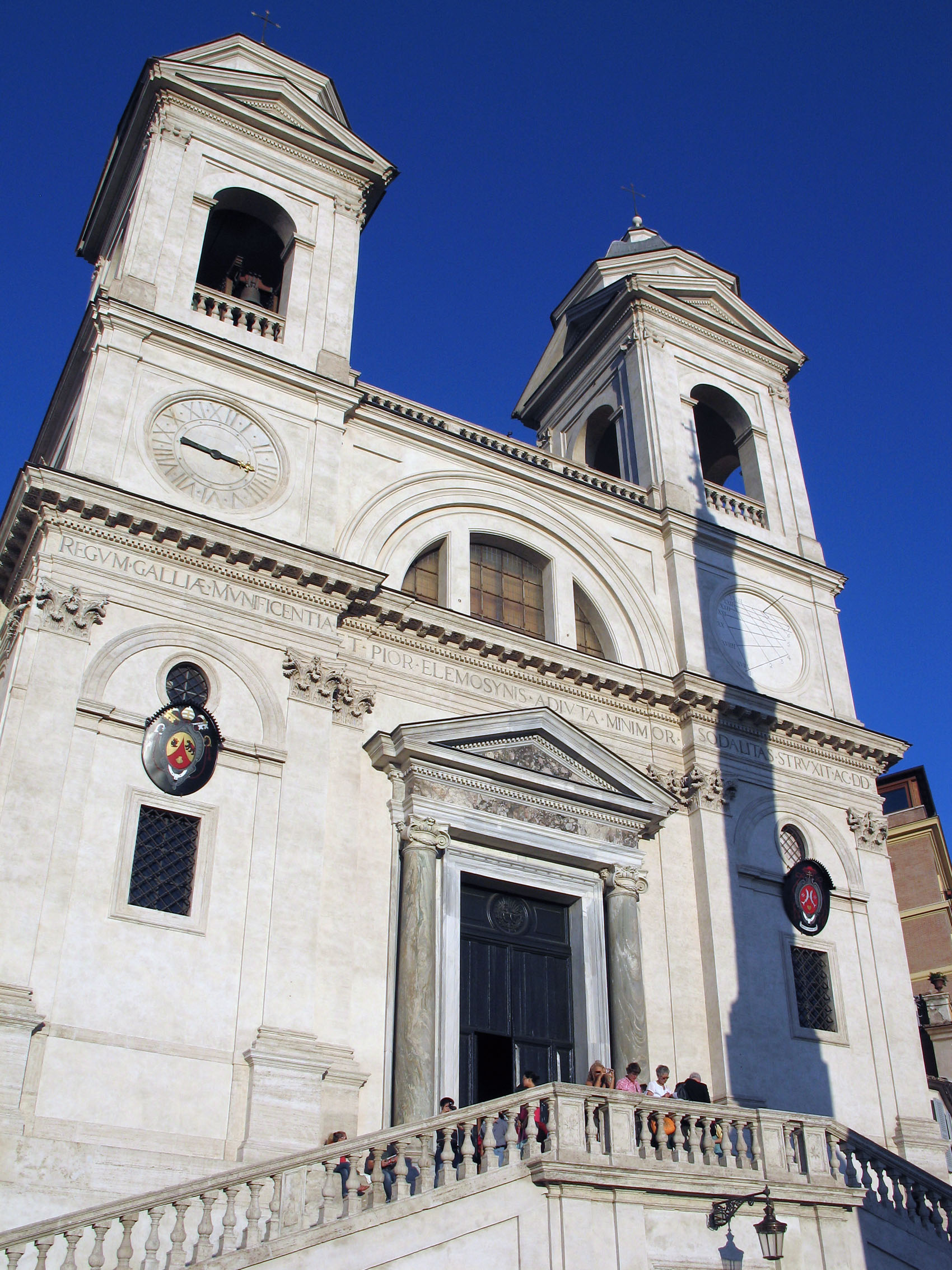
Chiesa della Trinità dei Monti

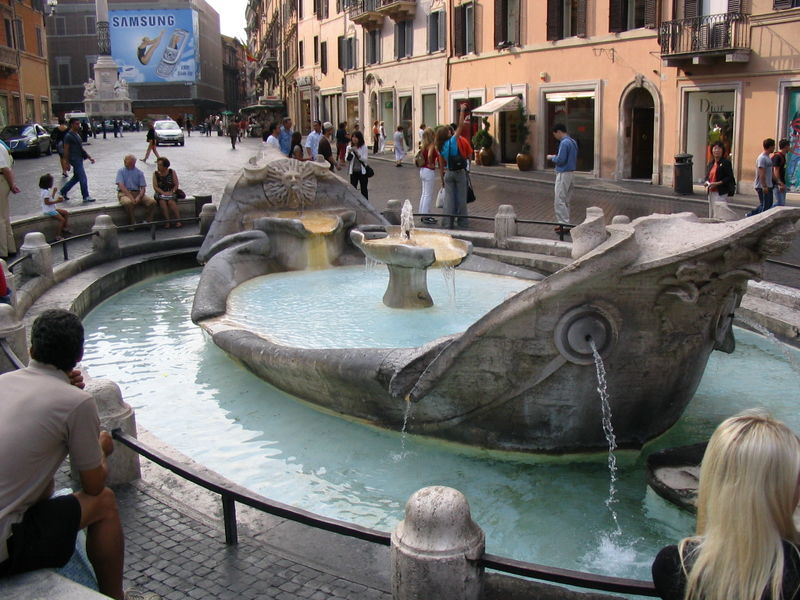
La fontana della Barcaccia

### Palazzi
- Palazzo di Propaganda Fide
- Palazzo di Spagna, sede dell'ambasciata spagnola presso la Santa Sede
- Palazzo Gabrielli-Mignanelli

### Monumenti e musei
- Chiesa della Trinità dei Monti
- Keats-Shelley Memorial House
- Casa museo di Giorgio de Chirico
- Colonna dell'Immacolata Concezione
- La fontana del Babuino, delle chiese e dei palazzi di Via del Babuino
- Scalinata di Trinità dei Monti
- Fontana della Barcaccia

### Scuole
- Collegio San Giuseppe - Istituto De Merode

### Vie principali della zona
- Via Condotti
- Via Margutta
- Via del Babuino
- Via del Corso
- Via di Ripetta
- Via Frattina

### Altro
- Salone Margherita, teatro sito nella limitrofa Via dei Due Macelli
- Sala da tè Babington's

## Galleria d'immagini

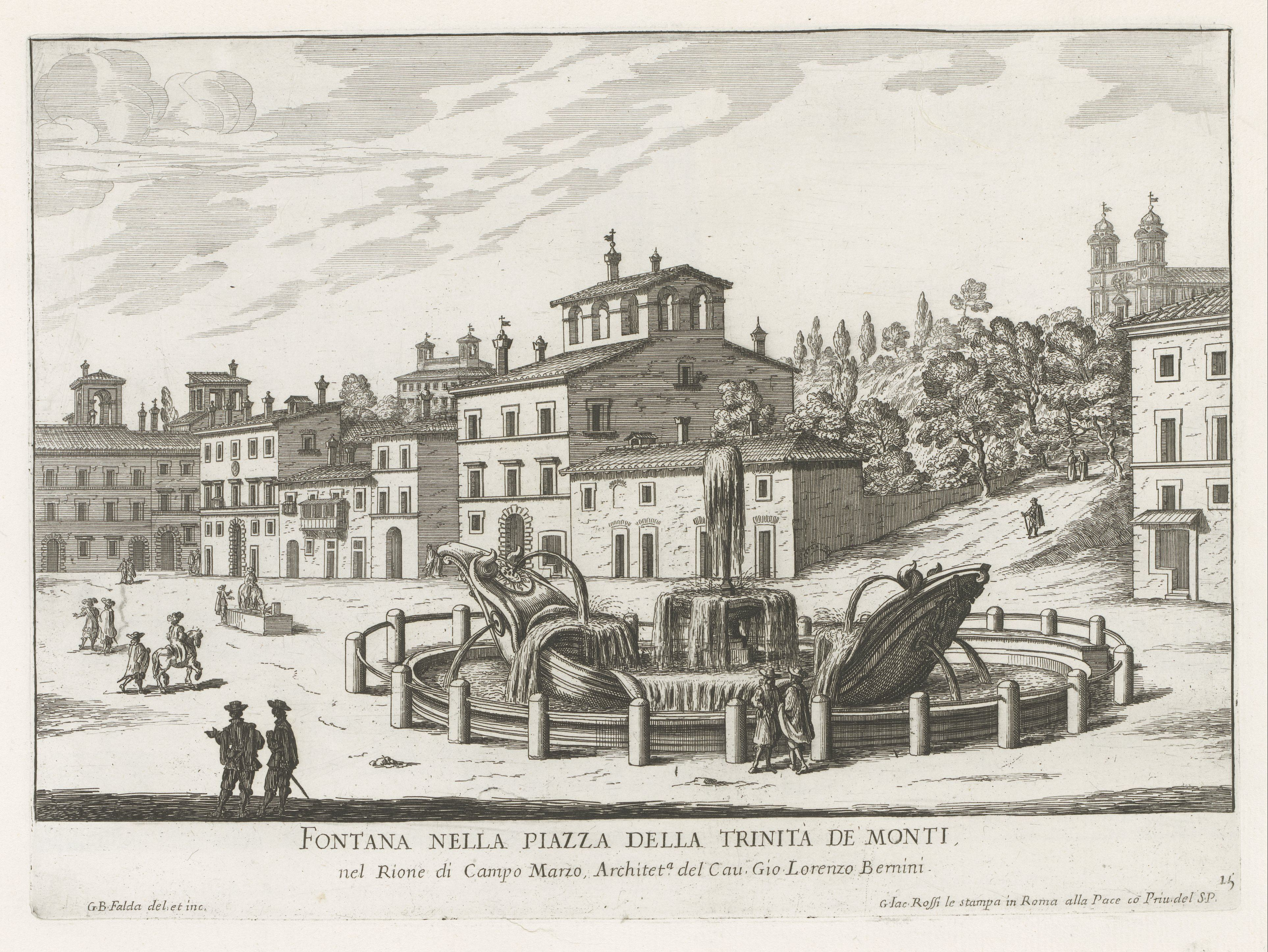
Fontana nella Piazza della Trinità de' Monti,  Giovanni Battista Falda, antecedente la costruzione della scalinata
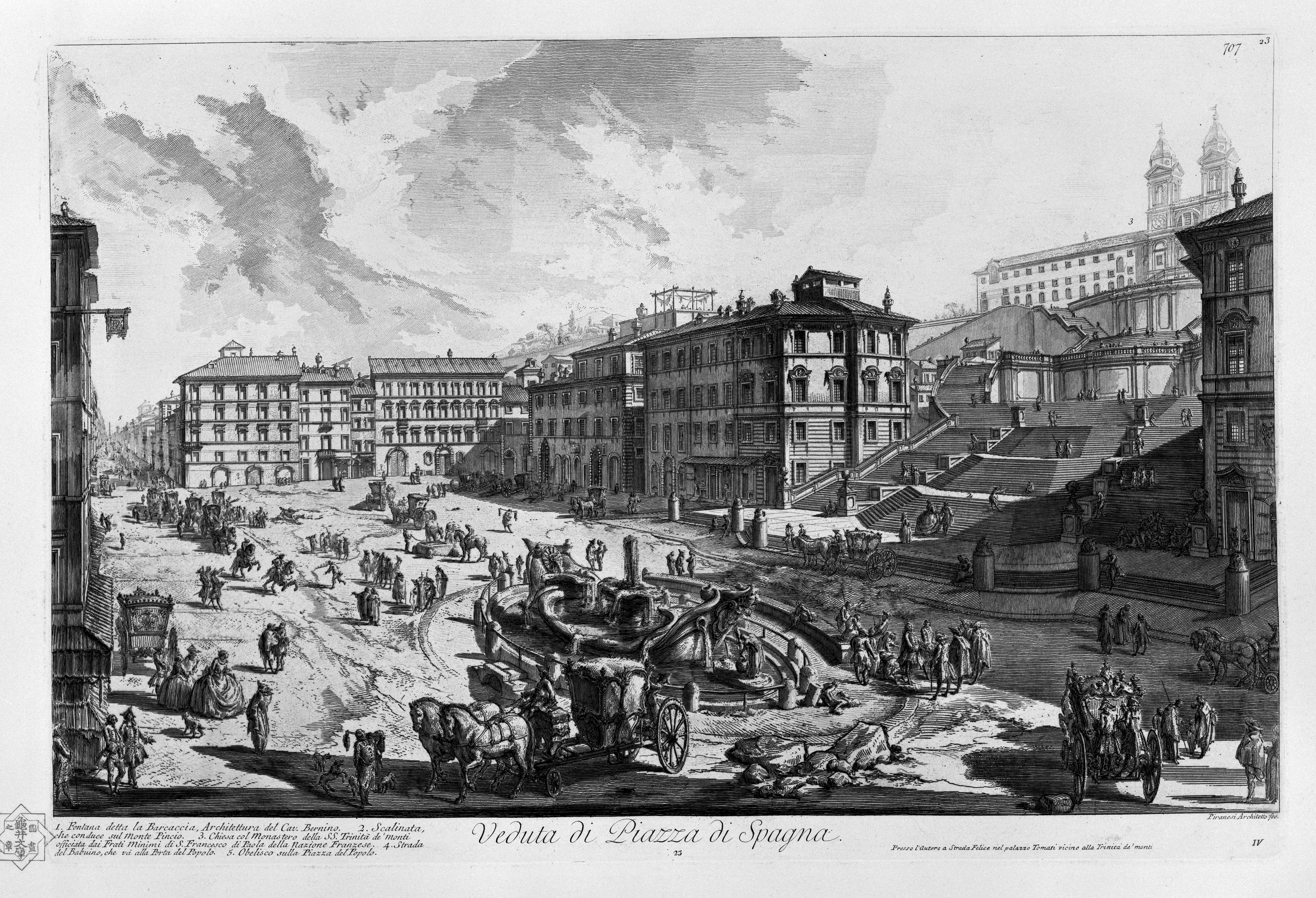
La piazza in un'incisione di Gianbattista Piranesi
In una cartolina postale degli anni venti del XX secolo
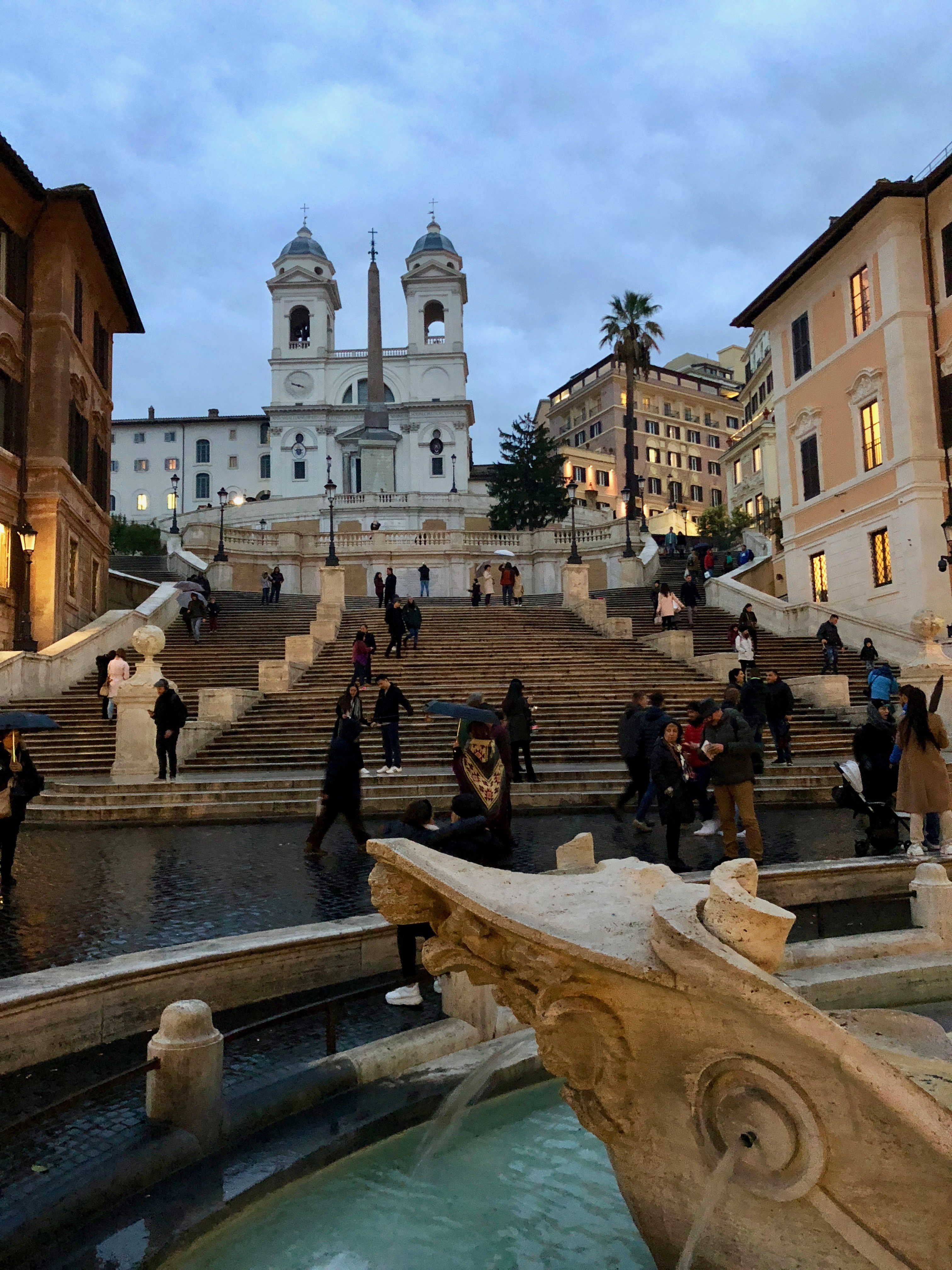
La scalinata e, in primo piano, la Barcaccia